# Myroslaw Antonowycz
Dr. Myroslaw Antonowycz (Oekraïens: Миросла́в Іва́нович Антоно́вич, Myrosláv Ivánovytsj Antonóvytsj) (Dolyna, 1 maart 1917 - Utrecht, 11 april 2006) was een Nederlands muziekwetenschapper en koorleider van Oekraïense afkomst. Hij was als oprichter van het Utrechts Byzantijns Koor actief binnen de Oekraïense gemeenschap in Nederland.

## Biografie
Myroslaw (ook: Miroslaus) Antonowycz werd geboren op 1 maart 1917 in Dolyna, in het kroonland Galicië en Lodomerië van de Donaumonarchie (nu oblast Ivano-Frankivsk, Oekraïne). Hij studeerde muziekwetenschappen en zang in Lemberg en Wenen. In 1948, in de nasleep van de Tweede Wereldoorlog, vestigde hij zich in Nederland. In 1950 legde Antonowycz met succes het doctoraal muziekwetenschappen af aan de Rijksuniversiteit Utrecht. In 1951 promoveerde hij aan dezelfde faculteit bij prof. dr. A.A. Smijers op het proefschrift Die Motette Benedicta es von Josquin des Prez und die Messen super Benedicta von Willaert, Palestrina, de la Hêle und de Monte. Na zijn promotie bleef hij als wetenschappelijk hoofdambtenaar verbonden aan de faculteit. Na de dood van zijn promotor in 1957 nam Myroslaw Antonowycz de editie van de volledige werken van Josquin des Prez van hem over.

### Utrechts Byzantijns Koor
Vanaf 1948 was er in het Nederlands Schriftelijk Studiecentrum Culemborg een vleugel ingericht voor Oekraïense seminaristen en hun professoren. In 1951 richtte dr. Antonowycz van hieruit een koor op, bestaande uit Nederlandse mannen, dat zich toelegde op het zingen van - in eerste instantie - de liturgie volgens de Slavisch-Byzantijnse ritus: Het Utrechts Byzantijns Koor. Het koor trad onder zijn leiding op in binnen- en buitenland en bracht daarbij zowel liturgische als profane werken ten gehore. Een bijzonder optreden was dat op 16 oktober 1959 voor Paus Johannes XXIII. Ter gelegenheid van het 25-jarig jubileum in 1976 schreef Antonowycz een boekje over de geschiedenis van het koor. In dat jaar werd hij benoemd tot officier in de orde van Oranje-Nassau.
In 1991 nam hij, na 40 jaar, afscheid als koorleider.
Voor zijn belangrijke bijdrage aan de verrijking en popularisering in de wereld van de Oekraïense koormuziek, zowel geestelijke als profane, werd hij op 29 november 1997 benoemd tot Geëerd Beoefenaar van de Kunsten van Oekraïne. In 2001 werd dr. Antonowycz door president Koetsjma als artistiek leider en hoofddirigent van het Utrechts Byzantijns Koor benoemd tot ridder in de Orde van Verdienste..
Myroslaw Antonowycz overleed op 11 april 2006 in Vleuten-De Meern (Utrecht).